# Templo de Shuanglin
El Templo de Shuanglin (en chino: 双林寺) es un templo budista ubicado a seis kilómetros al suroeste de Pingyao, provincia de Shanxi, China. Originalmente denominado Templo de Zhongdu, recibió el nombre de Shuanglin durante la dinastía Han Septentrional. Su construcción se llevó a cabo en el año 571, el segundo del periodo Wuping de la dinastía Qi del Norte, y posteriormente se reconstruyó durante los periodos Qing y Ming.
Alberga un total de 2052 estatuas en diez salones, como el Salón de los Mil Budas o el Salón de Bodhisattvas. De ellas, más de 1560 son figuras de color y sus tamaños varían entre los 0.3 y los 3.5 metros. Representan a Buda, bodhisattvas, arhats, personas seglares, montañas, ríos, flores, edificaciones, entre otros.
En 1997, la Organización de las Naciones Unidas para la Educación, la Ciencia y la Cultura lo declaró, junto con la ciudad de Pingyao y el Templo de Zhenguo, Patrimonio de la Humanidad bajo la denominación de «Ciudad vieja de Pingyao».